# Hiddingsen

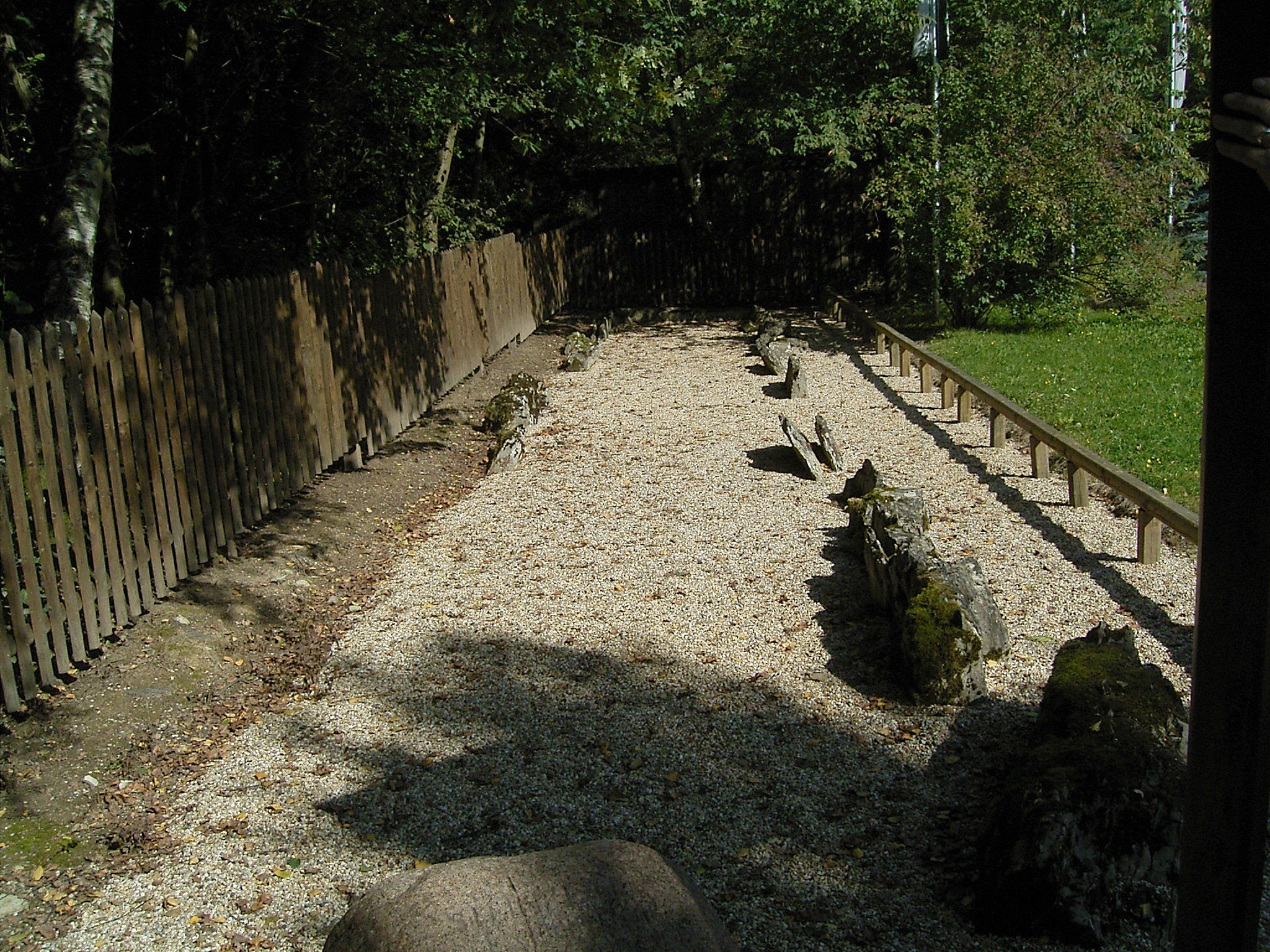
Ansicht der Steinkiste bei Hiddingsen

Hiddingsen ist ein Ortsteil von Soest in Westfalen. Sie liegt auf dem Haarstrang südlich der BAB 44. Benachbart sind in jeweils ca. 1 km Entfernung nördlich die Kernstadt Soest, östlich der Soester Ortsteil Müllingsen, südlich der Soester Ortsteil Lendringsen, westlich Ruploh, Letzteres hat mit Hiddingsen einen gemeinsamen Ortsvorsteher.

## Geschichte
Hiddingsen wurde im Jahre 1072 erstmals erwähnt, damals als Hiddinchusen. Die für die Umgebung von Soest übliche Endung -ingsen stellt eine Verkürzung aus -inghausen bzw. den entsprechenden Vorgängerwörtern dar. Seit dem 12. Jahrhundert ist Hiddingsen der Soester Kirchengemeinde von St. Petri zugeordnet.
Am 1. Juli 1969 wurde Hiddingsen durch das Soest/Beckum-Gesetz in die Stadt Soest eingemeindet.

### Einwohnerentwicklung
| Jahr | Ew. |
| ---- | --- |
| 1933 | 139 |
| 1939 | 128 |
| 1961 | 144 |
| 1998 | 173 |
| 2005 | 169 |
| 2008 | 160 |

## Kultur und Sehenswürdigkeiten
In unmittelbarer Nähe des Ortes liegt die Steinkiste von Hiddingsen.

## Einzelnachweise

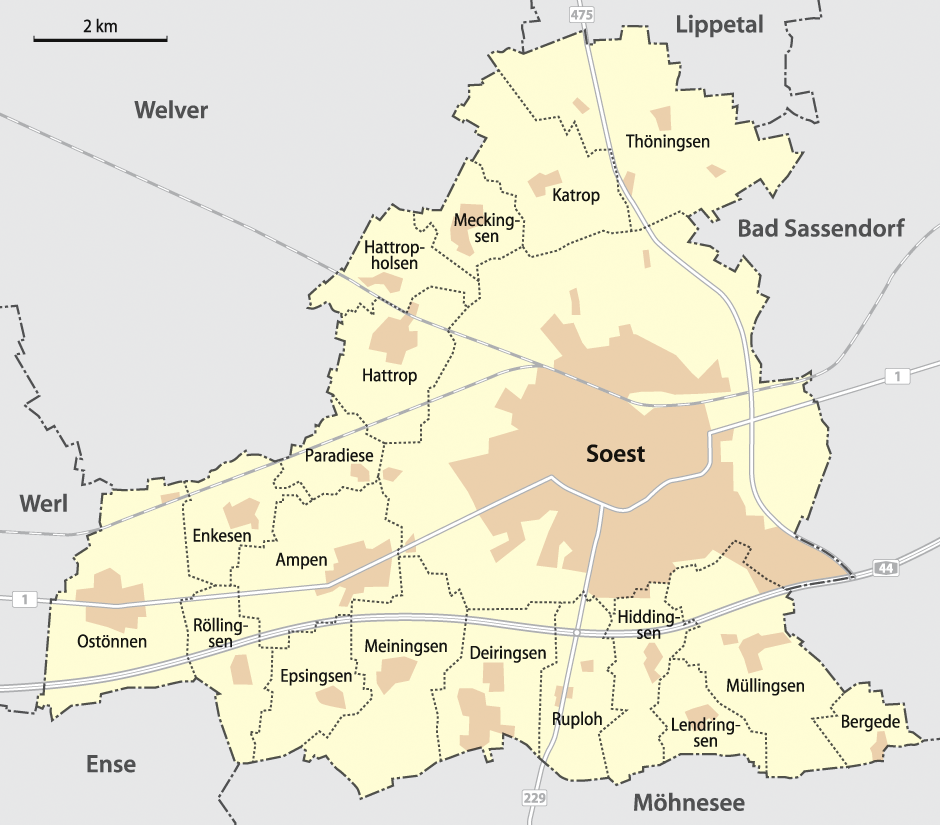
Soest und seine Ortsteile